# Connarus cuneifolius
Connarus cuneifolius är en tvåhjärtbladig växtart som beskrevs av John Gilbert Baker. Connarus cuneifolius ingår i släktet Connarus och familjen Connaraceae. Inga underarter finns listade i Catalogue of Life.